# IC 1902
IC 1902 је лентикуларна галаксија у сазвјежђу Персеј која се налази на листи објеката дубоког неба у Индекс каталогу.
Деклинација објекта је + 37° 10' 41" а ректасцензија 3h 16m 12,4s. Привидна величина (магнитуда) објекта IC 1902 износи 14,6 а фотографска магнитуда 15,5. IC 1902 је још познат и под ознакама CGCG 525-15, NPM1G +36.0100, PGC 12150.